# Jacopo Peri
Jacopo Peri, přezdívaný Il Zazzerino (Dlouhovlasý) (20. srpna 1561, snad Řím – 12. srpna 1633, Florencie) byl italský zpěvák, varhaník a hudební skladatel tvořící hudbu stylově na přechodu od renesančního k baroknímu stylu. Je tvůrce první známé opery – Dafné z roku 1597 a také nejstarší opery dochované do dnešních dní, Euridice, z roku 1600.

## Život
Peri se narodil pravděpodobně v Římě do bohaté florentské rodiny. Určení místa narození vychází ze svědectví jeho současníka, nicméně písemné doklady pro to neexistují. Stejně tak je i datum jeho narození pouze odvozeno z pozdějších dokumentů. Jeho otec se jmenoval Antonio (* 1517), matka Felice di Paolo dei Redditi. Peri byl finančně zajištěn a v průběhu života skupoval nemovitosti a podnikal, hudba pro něj byla nikoli věcí obživy, ale spíše velkou rozvinutou zálibou.
První zmínku o Periho hudebním nadání nalézáme v jeho dvanácti letech, kdy byl angažován ve florentském servitském kostele Santissima Annunziata, „aby zpíval laudy s varhanami“. Ve Florencii se stal žákem Cristofana Malvezziho, kapelníka (maestro di capella) tamějšího dómu a baptisteria San Giovanni. 1. února 1579 se Peri stal varhaníkem benediktinského kláštera Badia Fiorentina, kde působil do dubna 1605. Mezi 28. srpnem 1586 a 21. březnem 1590 působil jako kantor sboru v San Giovanni. Do kontaktu s florentským medicejským dvorem se Peri poprvé dostal v roce 1583, kdy napsal intermedio ke komedii Le Due Persilie Giovanni Ferdiniho.
V roce 1587 se stal toskánským velkovévodou Ferdinand I., který pozval ke svému florentskému dvoru z Říma skladatele Emilia de' Cavalieri. O rok později získal u dvora stálé místo také Peri, nejprve jako zpěvák a hráč na cembalo a skladatel. V roce 1589 účinkoval Peri při příležitosti svatby Ferdinanda I. a Kristiny Lotrinské v intermediu ke hře Girolama Bargagli La pellegrina a pochází odtud jeho jediné zobrazení v kostýmu Ariona. Od roku 1591 působil jako kapelník – direttore della musia e di Musiche. Společně se skladatelem Cavalierim položil Jacopo Peri základy rodícímu se hnutí hudební reformy.
Kromě Periho a již zmíněného Emilia de' Cavalieri působil na konci 16. století ve Florencii také skladatel Giulio Caccini. Mezi těmito třemi autory byla jistá rivalita, ale na jejím základě vznikaly skladby hnutí, které nazýváme Florentská camerata. Mezi autory této generace nalezneme i skladatele Jacopa Corsiho. Toho s Perim kromě hudebních zájmů pojila i profese, oba byli podnikatelé. Corsi a Peri ve spolupráci s básníkem Ottaviem Rinuccinim vytvořili v roce 1597 první dílo zcela nové formy, operu (tehdy ovšem označované jako „favola in musica“ – „hudební pohádka“) Dafne, z níž zbylo jen pár hudebních fragmentů. Vrcholem Periho kariéry bylo uvedení nové favoly Euridice 6. října 1600 pod vedením de' Cavalieriho na svatebních slavnostech Marie Medicejské a francouzského krále Jindřicha IV. První uvedení skladby ovšem proběhlo již 28. května téhož roku v Palazzo Pitti. Do popředí se Peri dostal až po smrti de' Cavalieriho (1602) a Cacciniho stažení od dvora v druhé dekádě 17. století. Pod patronací nového velkovévody Cosima II. byla více provozována Periho díla. V desátých letech 17. století Peri především spolupracoval s bratry Marcem a Giovanni Battistou da Gagliano. Ve dvacátých letech 17. století byl již doyenem florentského hudebního života, utichly Periho skladatelské aktivity a orientoval se více na podnikatelskou činnost. Zároveň v té době se stával hudební jazyk florentské cameraty přežilým a začal být nahrazován novým stylem, pro něž měl Monteverdi, tehdy přední skladatel apeninského poloostrova, označení seconda pratica. Navzdory tomu, že zůstal věrný Florencii a tamnímu medicejskému rodu, udržoval korespondenci s mantovským vévodou Františkem IV. Gonzagou a pro potřeby mantovského dvora zkomponoval mimo jiné i dvě hudebně-dramatická díla (viz níže).
V roce 1618 se stal camerlengem (komorníkem/pokladníkem) Arte della lana, jednoho ze sedmi největších cechů a investičních společností ve Florencii (Arti Maggiori).

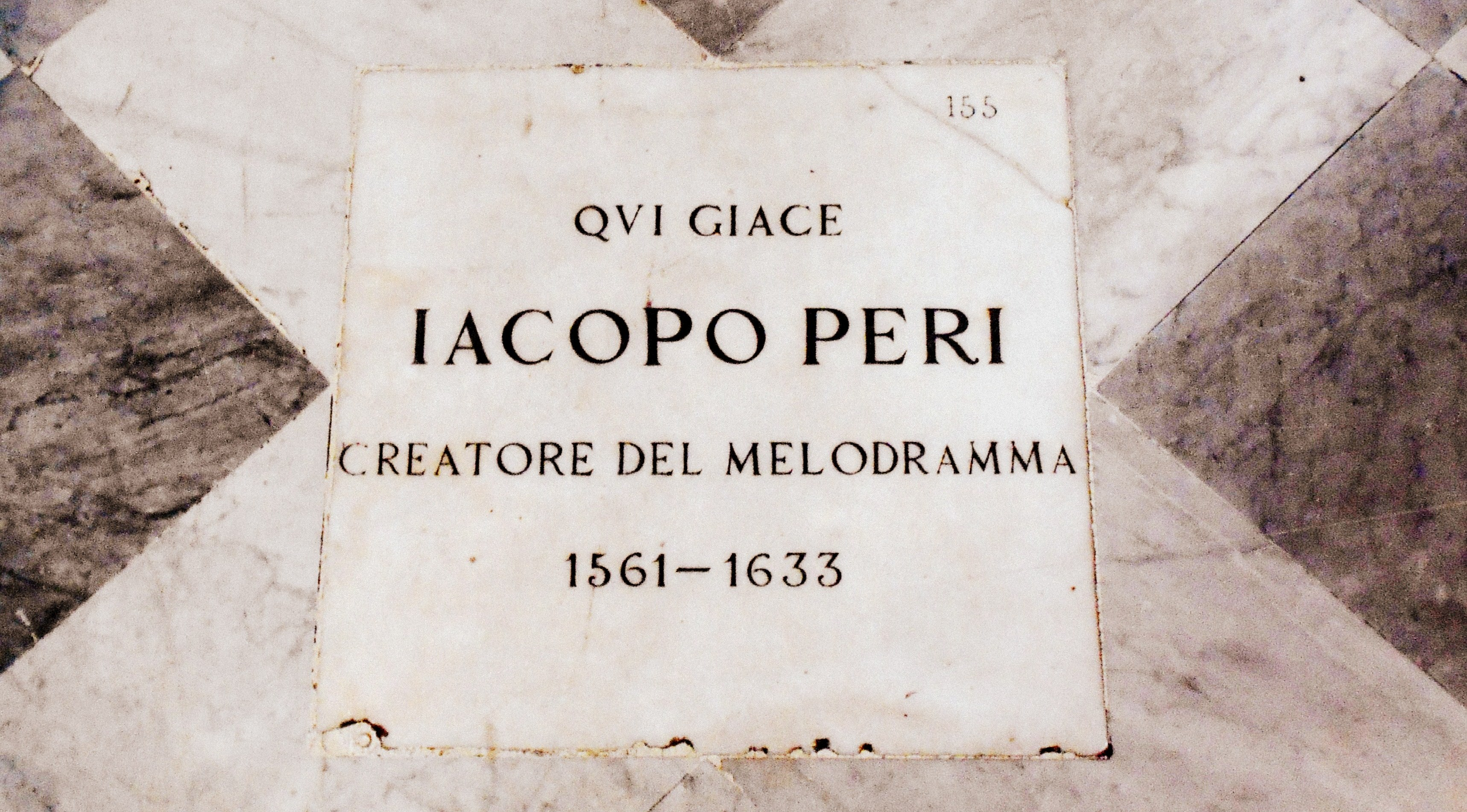
Náhrobek skladatele v bazilice Santa Maria Novella ve Florencii

Až do konce svého života působil Peri u toskánského dvora. Zemřel 12. srpna 1633 ve Florencii a byl pohřben v bazilice Santa Maria Novella do hrobky rodiny své třetí ženy. Místo je dnes vyznačeno na zemi plaketou.
Peri byl třikrát ženatý. První manželkou byla Caterina di Niccolò Fortunati, zemřivší při porodu v roce 1598. Druhá svatba proběhla roku 1601, avšak manželka Ginevra di Piero Casellesi zemřela o osm měsíců později, snad na komplikace v těhotenství. Poslední žena, Alessandra di Dino Fortini, ho přežila, zemřela až v roce 1644. Všechny vstupovaly do manželství ve věku čtrnácti až šestnácti let. Každá z těchto žen přinesla do manželství nemalé věno, což umožnilo Perimu stát se investorem do nemovitostí a podnikatelem.
Hudební skladatel Severo Bonini, žák a přívrženec Giulia Cacciniho o Jacopo Perim hovořil jako o „zpěváku a skladateli nejzkušenějším“.

## Dílo

Úvodní scéna opery-favoly Euridice

### Neoperní tvorba
Raná díla psal Peri pod vedením svého učitele Malvezziho. Patří mezi ně Ricercar del primo tuono a pětihlasý madrigal Caro dolce ben mio, který Malvezzi vydal ve sbírce Primo libro delli madrigali a cinque voci. Na obou těchto dílech je znát kompoziční talent. Zárodky doprovázené monodie (budoucího stylu florentské cameraty) lze vidět v duetu Intenerite voi, larcime mie, kde Peri již pracuje s polyfonním madrigalem novátorským způsobem.
V roce 1609 napsal sbírku Le varie musiche, která se skládá ze čtyř zhudebněných sonetů, devíti madrigalů, čtyř árií a jedné strofické variace. Vznik může souviset s tím, že v témže roce se stal novým velkovévodou Cosimo II., velký Periho podporovatel a není vyloučeno, že vliv na vytvoření sbírky měla také práce Le nuove musiche Giulia Cacciniho z roku 1602, do které byla zařazena i jedna Periho píseň. Textově skladatel čerpal například od Petrarcy, Rinucinniho či Michelangela Buonarrotiho.
Kromě výše zmíněných děl složil také značné množství scénické hudby, intermedií divadelních her a užitnou hudbu pro dvorské účely.
Ke konci svého života, v roce 1624, složil na text Andrea Salvatoriho Canzone delle lodi d’Austria (Píseň chvály Rakouska), na počest rakouského arcivévody biskupa Karla. V únoru 1625 složil La precedenza delle dame (Přednost dámám) u příležitosti návštěvy knížete Vladislava Polského, budoucího polského krále. K oběma jmenovaným dílům je hudba ztracena. Poslední známé Periho dílo Flora, o vero Il natal de’ fiori vzniklo spoluprací s Marcem da Gagliano v říjnu 1628 ke svatbě parmského vévody Eduarda s Markétou Medicejskou.

### Opery
Jak bylo řečeno výše, sám Peri v souladu s dobovými intencemi označoval svá hudebně-dramatická díla jako „favole in musica“ – „hudební pohádky“. Z dnešního pohledu se jedná spíše o melodramata, než o opery v obecně přijímaném kontextu.
Hudební ztvárnění melodie sólového hlasu s instrumentálním doprovodem (doprovázená monodie) Periho děl má podle italského literárního kritika Angela Solertiho „(...) podobu střední cesty mezi obyčejným mluvením a zpívanou melodií„. Tento kompoziční styl tvoří východisko pro recitativy prvního operního opusu (opět ovšem nazvaného „favola“) Claudia Monteverdiho L'Orfeo z roku 1607. Také proto bývá tento styl označován jako stile recitativo. Kompoziční styl Periho a jeho současníků později Monteverdi označoval jako prima pratica.
- Dafne – „favola in musica“ napsaná ve spolupráci s Jacopem Corsi na text Ottavia Rinuccini roku 1598, první dílo svého druhu. Zachovány jsou pouze dvě rukopisné Periho a dvě Corsiho krátké skladby.
- Euridice – „favola drammatica“ napsaná na text O. Rinucciniho, premiérovaná 6. října 1600 ve florentském Palazzo Pitti, hudebně přispěl částí i Giulio Caccini.[9]
- Le nozze di Peleo e Tetide – libreto Francesco Cini, psána na objednávku budoucího mantovského vévody Ferdinanda k příležitosti svatby jeho bratra Františka s Eleonorou Medicejskou. Ke stejné příležitosti plánoval oslovit vévoda skladatele Monteverdiho s nabídkou libreta Ariadny z pera O. Rinucciniho. Periho kontrakt byl v říjnu 1607 zrušen, již napsaná hudba se nedochovala.[4] V témže roce vévodovi Františku IV. věnoval C. Monteverdi svého Orfea.
- Adone – napsána 1611, neprovedena.
- La liberazione di Tirreno e d'Armea – provedena 6. února 1617 ve Florencii.
- Lo sposalizio di Medoro e Angelica neboli Il Medoro – libreto Andrea Salvadori na základě eposu Zuřivý Roland Ludovica Ariosta, provedena 25. září 1619 v Paláci Pitti u příležitosti volby rakouského císaře Ferdinanda II.[4]
- La Flora, o vero Il natal de’ fiori – provedena 14. října 1628 ve Florencii, napsána ve spolupráci s Marcem da Gagliano na Salvadoriho libreto ke svatbě parmského vévody Eduarda s Markétou Medicejskou, poslední známé Periho provedené dílo.
- Iole ed Ercole – napsáno 1628 na libreto A. Salvadoriho, ale neprovedeno.[4]